# Konstantin (Gorjanov)
Konstantin (světským jménem: Oleg Alexandrovič Gorjanov; * 23. března 1951, Kenes) je kazašský duchovní Ruské pravoslavné církve, arcibiskup a metropolita petrozavodský a karelský.

## Život
Narodil se 23. března 1951 v Kenesu.
Roku 1953 se rodina přestěhovala do ukrajinské vesnice Cholodna Balka Oděské oblasti.
Studoval na střední škole ve Smile. Roku 1974 dokončil lékařskou fakultu Vinnyckého medicínského institutu.
V letech 1980–1982 pracoval jako praktický lékař a poté jako vedoucí lékař intenzivní péče. Byl asistentem a přednášejícím na Brjanském pedagogickém institutu. Roku 1981 dokončil kandidátskou disertaci na Smolenském medicínském institutu.
Roku 1983 nastoupil na Moskevský duchovní seminář.
Dne 14. dubna 1986 byl inspektorem akademie archimandritou Georgijem (Grjaznovem) postřižen na monacha a přijal mnišské jméno Konstantin na počest svatého Konstantina Muromského. Dne 4. května byl biskupem dmitrovským Alexandrem (Timofejevem) rukopoložen na hierodiakona a 12. června na jeromonacha.
Roku 1989 dokončil Moskevskou duchovní akademii.
Dne 2. března 1990 byl povýšen na igumena a o den později byl zapsán mezi bratry Žyrovičského monastýru v Bělorusku.
Dne 20. března 1990 se stal rektorem Minského duchovního semináře.
V září 1990 byl povýšen na archimandritu.
Roku 1991 jej Svatý synod zvolil biskupem novogrodeckým a vikářem minské eparchie. Dne 16. června 1991 proběhla v chrámu Zesnutí přesvaté Bohorodice Žyrovičského monastýru jeho biskupská chirotonie. Světiteli byli patriarcha moskevský Alexij II., metropolita minský a grodněnský Filaret (Vachromejev), arcibiskup mogilevský a mscislaŭský Maxim (Krocha), arcibiskup tambovský a mičurinský Jevgenij (Ždan), biskup brestský a kobrinský Konstantin (Chomič), biskup polocký a vitebský Dimitrij (Drozdov), biskup istrijský Arsenij (Jepifanov), biskup pinský a luniněcký Stefan (Korzun) a biskup homelský a mazyrský Aristarch (Stankevič).
Dne 19. února 1992 byl ustanoven biskupem novogrodeckým a lidským.
Dne 17. července 1996 se stal biskupem tichvinským, vikářem petrohradské eparchie a rektorem Petrohradské duchovní akademie a semináře. Byl také přednášejícím akademie.
Dne 25. února 2003 byl povýšen na arcibiskupa.
Dne 6. října 2008 byl osvobozen od funkce rektora akademie a semináře a ustanoven arcibiskupem kurganským a šadrinským.
Dne 25. července 2014 byl jmenován předsedou Synodní bohoslužebné komise.
Dne 5. května 2015 jej Svatý synod jmenoval metropolitou petrozavodským a karelským, hlavou karelské metropole.
Dne 24. května 2015 byl v chrámu Krista Spasitele v Moskvě povýšen na metropolitu.
Dne 16. března 2023 byl osvobozen od funkce předsedy Synodní bohoslužebné komise.